# Аргумент a fortiori
Аргумент a fortiori (буквально, «аргумент сильнее, чем [причина]») — форма аргументации, которая опирается на сложившуюся уверенность в первом предположении (пропозиция), для доказательства, в пользу второго, последующего предположения и считается умозаключением, вытекающим из первого, даже более достоверным, чем первое.

## Использование

### Американское употребление
В книге Брайна Гарнера «Современное американское употребление», Гарнер упоминает, что писатели иногда используют a fortiori, как имя прилагательное, например, «a usage to be resisted» — «использование, которому нужно сопротивляться». В качестве примера, приводится следующее: «Очевидно, что если законы так сильно зависят от общественного согласия, то случай с традициями является a fortiori (ещё более очевидным и убедительным)».

### Еврейское употребление
Аргументы a fortiori регулярно используются в еврейском законодательстве под названием kal va-chomer, буквально «мягкий и строгий», причем мягкий случай — тот, о котором мы знаем, а о более строгом пытаемся сделать вывод.

### Отношение к древнеиндийской логике
В античной индийской логике (см. ньяя) инструмент аргументации, известный как kaimutika или kaimutya nyaya, имеет сходство с аргументом a fortiori. Каймутика происходит от слова kim uta, означающего «то, о чём должно быть сказано».

### Исламское употребление
В исламской юриспруденции, аргументы a fortiori доказываются с помощью методов, используемых в киясе, рассуждение по аналогии.

## Примеры
- Если человек мёртв (более веская причина), то можно с такой же или большей уверенностью утверждать a fortiori, что он не дышит. «То, что он мёртв» имеет большую силу, чем другие аргументы, которые могут быть приведены для доказательства того, что человек находится в данном состоянии, например, «он больше не дышит»; поэтому, фраза «он больше не дышит» является экстраполяцией из того, что он мёртв, и является производным от этого сильного аргумента[6].
- Если известно, что человек погиб в определённую дату, то можно сделать вывод, что он исключён из списка подозреваемых в убийстве, которое произошло позднее, то есть «Иван умер 22-го апреля, поэтому, a fortiori, Иван не убивал Евгению 23-го апреля».
- Если превышение скорости на 20 км/ч наказывается штрафом в размере 500 рублей, то можно сделать вывод a fortiori, что превышение скорости на 30 км/ч также является основанием для штрафа в размере не менее 500 рублей.
- Если учитель не согласен добавить 1 балл к оценке ученика на том основании, что ученик не заслуживает дополнительный балл, то можно сделать вывод a fortiori, что учитель также откажется повысить оценку ученика на 2 балла, например, с тройки до пятёрки.

### В математике
Рассмотрим случай, когда существует единственное необходимое и достаточное условие, которое требуется для удовлетворения некоторой аксиомы. При наличии дополнительной теоремы с ограничениями, наложенными на эту аксиому, доказательство «a fortiori» всегда будет иметь место. Чтобы продемонстрировать сказанное, рассмотрим следующий случай:
1. Каким бы ни было множество {\displaystyle A}, не существует функции, отображающей {\displaystyle A} на множество всех его подмножеств {\displaystyle P(A)}.
2. Между {\displaystyle A} и {\displaystyle P(A)} не может существовать взаимно-однозначного соответствия (биекции).

Поскольку биекции являются частным случаем функций, автоматически следует, что если (1) имеет силу, то (2) также будет иметь такую силу. Поэтому любое математическое доказательство (1) также является доказательством (2). Таким образом, (2) является аргументом «a fortiori».

## Типы

### A maiore ad minus
В логике, a maiore ad minus описывает простой и очевидный вывод, от утверждения, о более сильной форме, большем количестве или общем классе, к утверждению, о более слабой форме, меньшем количестве или конкретном элементе этого класса:
- От общего к частному — «То, что справедливо для всех X, справедливо и для одного конкретного X».
- От большего к меньшему — «Если дверь достаточно высока для человека ростом два метра, то через неё может пройти и человек меньшего роста» или, например «Если в канистре может храниться десять литров бензина, то в ней может храниться и три литра бензина».
- От целого к части — «Если закон разрешает владельцу завещания отменить завещание в целом, уничтожив или изменив документ, в котором это завещание выражено, то закон также разрешает владельцу завещания отменить часть завещания, которая содержится в конкретной части документа, уничтожив или изменив эту часть документа».
- От более сильного к более слабому — «Если можно безопасно использовать трос для буксировки грузовика, то его можно использовать и для буксировки легкового автомобиля».

### A minore ad maius
Обратный, менее известный и реже применяемый аргумент — a minore ad maius, который обозначает умозаключение, от меньшего к большему.

## В законодательстве
«Argumentum a maiori ad minus» (от большего к меньшему) — работает в двух направлениях:
- «кто может сделать большее, тот сможет сделать и меньшее» (qui potest plus, potest minus) и относится к законодательным положениям, позволяющим делать что-либо
- «кто приказывает большее, тот приказывает и меньшее» и относится к законодательным положениям, предписывающим сделать что-либо

Аргумент a fortiori иногда рассматривается в терминах логики аналогии — особенно в юридических аспектах. Рассуждение a fortiori утверждает не только то, что случай, регулируемый прецедентным или статутным правом, и нерегламентированный случай должны рассматриваться одинаково, так как эти случаи достаточно похожи друг на друга, но что нерегламентированный случай заслуживает такого же отношения, как и регулируемый случай в более высокой степени. Нерегламентированный прецедент здесь более похож (аналогичен) на регламентированный прецедент, чем этот прецедент похож (аналогичен) сам на себя.